# Södermanlands runinskrifter 208
Sö 208 är en vikingatida runsten på kyrkogården vid Överselö kyrka på Selaön i Överselö socken och Strängnäs kommun i Södermanland. 
Runstenen av granit är ganska liten, bara 100 cm hög och 80 cm bred. Framsidan bildar två vinkelställda ytor, vardera 45 cm breda. Tjockleken vid stenens kanter är 15–20 cm och på mitten 35 cm. Överkanten är rak och runornas höjd 3–7 cm. Den utgjorde från början ett gemensamt monument tillsammans med Sö 206, vilket framgår av inskrifterna. Sö 206 hittades 1882 i kyrktornets södra mur - det var när den skulle tas ut, som den bröts i tre delar - och Sö 208 hittades 1883 i bogårdsmuren.

## Inskriften
Translitterering av runraden:
: kuþlauk · auk : hielmlaug : þaR : ----(u) · raistu : ... ...ern : auk : at : þorstain :: boanta : koþan : buki : i frayslutum : arfi : fu(l)... ... sum iR : sustursun inibrataR :
Normalisering till runsvenska:
Guðlaug ok Hialmlaug þaR ... ræistu ... ...[b]ærn ok at Þorstæin, boanda goðan, byggi i Frøyslundum, arfi Full[uga], ... sum eR systursunn ÆnnibrantaR.
Översättning till nusvenska:
Gudlög och Hjälmlög .... de reste . . . [-b]ärn och efter Torsten, en god bonde, som bodde i Fröslunda, Full[uges] arvinge, .... som är Ännebrants systerson.
Namnet Fullugi är osäkert, och kan också vara något annat. Fullugi förekommer på Sö 228. Namnet ÆnnibrantaR
förekommer också på U 705. 
I socknen finns två byar med namnet Frösslunda, det ena omkring tre kilometer sydost om kyrkan, det andra (Kilfrösslunda) ungefär lika långt åt nordost. I Nybble, omkring en kilometer norr om Kilfröslunda, står Sö 213, där det heter om en Gerbjörn (gaiRbern), att "han var den bäste bonde i Kil". Erik Brate har föreslagit att det skulle kunna vara samme man som här, och i så fall bodde bröderna(?) Torsten och han på varsin av de närbelägna gårdarna norr om kyrkan, alltså på nordligaste delen av Selaön.